# Данилевский, Александр Семёнович
Александр Семёнович Данилевский (1809—1888) — близкий друг, одноклассник и корреспондент Николая Васильевича Гоголя; директор училищ Полтавской губернии.

## Биография
Родился 28 августа 1809 года в родовом поместье Семереньки, Полтавской губернии. После смерти своего отца, в раннем детстве Данилевский переехал вместе с матерью в имение отчима.
В 1818 году учился в Полтавской гимназии.
В 1822 году Данилевский поступил в Нежинскую гимназию высших наук, куда за год до того был принят Николай Гоголь. В Нежине определились их первые духовные интересы: втроём с Н. Я. Прокоповичем они выписывали журналы и альманахи, читали «Евгения Онегина». Данилевский участвовал и в театральных постановках, которыми увлекались нежинские лицеисты. Некоторое время Данилевский был в московском университетском пансионе.
В июне 1828 года Данилевский и Гоголь окончили Нежинскую гимназию действительными студентами и в декабре того же года выехали в Петербург, где Данилевский поступил в школу гвардейских подпрапорщиков.  В 1831 году Данилевский оставил школу и уехал из Петербурга. Жил на Кавказе у своей матери до 1833 года и, вернувшись в Санкт-Петербург, поступил на службу в канцелярию министерства внутренних дел.
В 1836 году вместе с Гоголем Данилевский отправился за границу. Зимой 1837 года Гоголь уехал в Рим, а Данилевский обосновался в Париже. В 1838 году Данилевский получил известие о смерти своей матери и благодаря поддержке Гоголя, — и нравственной, и материальной — выехал домой. Здесь он жил сначала в своем имении, а затем служил до 1848 года инспектором 2-го пансиона при 1-й киевской гимназии.
В 1844 году он женился на Ульяне Григорьевне Похвисневой.
В период 1851—1861 годов Данилевский состоял директором училищ полтавской губернии и Полтавской гимназии, с 1871 по 1874 год числился кандидатом на должности мирового посредника. С тех пор он безвыездно жил в селе Анненском.
За несколько лет до кончины Данилевский ослеп. Умер в чине коллежского советника.